# Maltenglish
Il termine maltenglish si riferisce al fenomeno di commutazione di codice tra lingua maltese e lingua inglese a Malta.
La coesistenza di queste due lingue ufficiali, infatti, provoca episodi di commistione linguistica, soprattutto in situazioni informali. Non è raro che un maltese alterni inglese e maltese all'interno della stessa conversazione o che inserisca vocaboli dell'una mentre parla l'altra.

## Esempi
- Tiha kiss 'il-mummy (Dà un bacio a mamma) - esempio di baby talk in maltenglish.
- Thank you ħafna (Grazie mille)